# Leprolochus levergere
Leprolochus levergere is een spinnensoort in de taxonomische indeling van de mierenjagers (Zodariidae).
Het dier behoort tot het geslacht Leprolochus. De wetenschappelijke naam van de soort werd voor het eerst geldig gepubliceerd in 1994 door Lise.